# Chance Ward
Chance Ward (Dayton, 16 settembre 1877 – Los Angeles, 2 settembre 1949) è stato un attore cinematografico e regista cinematografico statunitense, attivo negli anni dieci. Nel 1930, partecipò come attore a un film di grande successo, The Bat Whispers di Roland West.

## Filmografia

### Regista
- Ham at the Garbage Gentleman's Ball - cortometraggio (1915)
- The Waitress and the Boobs (con il nome Chance E. Ward) (1915)
- A Bold, Bad Burglar  (1915)
- A Boob for Luck (con il nome Chance E. Ward) (1915)
- Cocky's Adventure  (con il nome Chance E. Ward) (1915)
- The Cause of It All  (con il nome Chance E. Ward) (1915)
- The Insurance Nightmare  (con il nome Chance E. Ward) (1915)
- The Hicksville Tragedy Troupe  (con il nome Chance E. Ward) (1915)
- A Melodious Mix-Up  (con il nome Chance E. Ward) (1915)
- Ham in a Harem  (con il nome Chance E. Ward) (1915)
- Ham's Harrowing Duel  (con il nome Chance E. Ward) (1915)
- The "Polliwogs" Picnic (con il nome Chance E. Ward) (1915)
- Lotta Coin's Gold  (con il nome Chance E. Ward) (1915)
- The Phoney Cannibal  (con il nome Chance E. Ward) (1915)
- Ham's Easy Eats  (con il nome Chance E. Ward) (1915)
- Rushing the Lunch Counter  (con il nome Chance E. Ward) (1915)
- The Liberty Party  (con il nome Chance E. Ward) (1915)
- Ham the Detective  (con il nome Chance E. Ward) (1915)
- Ham in the Nut Factory (con il nome Chance E. Ward) (1915)
- Ham at the Fair (con il nome Chance E. Ward) (1915)
- Raskey's Road Show (con il nome Chance E. Ward) (1915)
- Ham in High Society (con il nome Chance E. Ward) (1915)
- The Merry Moving Men (con il nome Chance E. Ward) (1915)
- A Flashlight Flivver (con il nome Chance E. Ward) (1915)
- The Spook Raisers (con il nome Chance E. Ward) (1915)
- The Hipnotic Monkey (con il nome Chance E. Ward) (1915)

### Attore
- The Convict's Story  (1914)
- Chasing the Smugglers   (1914)
- The Award of Justice  (1914)
- The Secret Formula - cortometraggio (1914)
- The Detective's Sister, regia di George Melford - cortometraggio (1914)
- The Fringe on the Glove  (1914)
- Sherlock Bonehead  (1914)
- Ham the Lineman  (1914)
- A Peach at the Beach  (1914)
- Cocky's Adventure   (1915)
- The First Quarrel  (1916)
- Whispering Smith  (1916)
- Medicine Bend  (1916)
- The Island of Intrigue (1919)
- The Devil's Riddle  (1920)
- The Star Rover   (1920)
- Sette anni di guai, regia di Max Linder  (1921)
- Rolled Stockings (1927)
- The Bat Whispers (1930)